# Colbert (Géorgie)
Pour les articles homonymes, voir Colbert.
Colbert est une ville dans le comté de Madison en Géorgie aux États-Unis. La population était de 592 habitants au recensement de 2010.

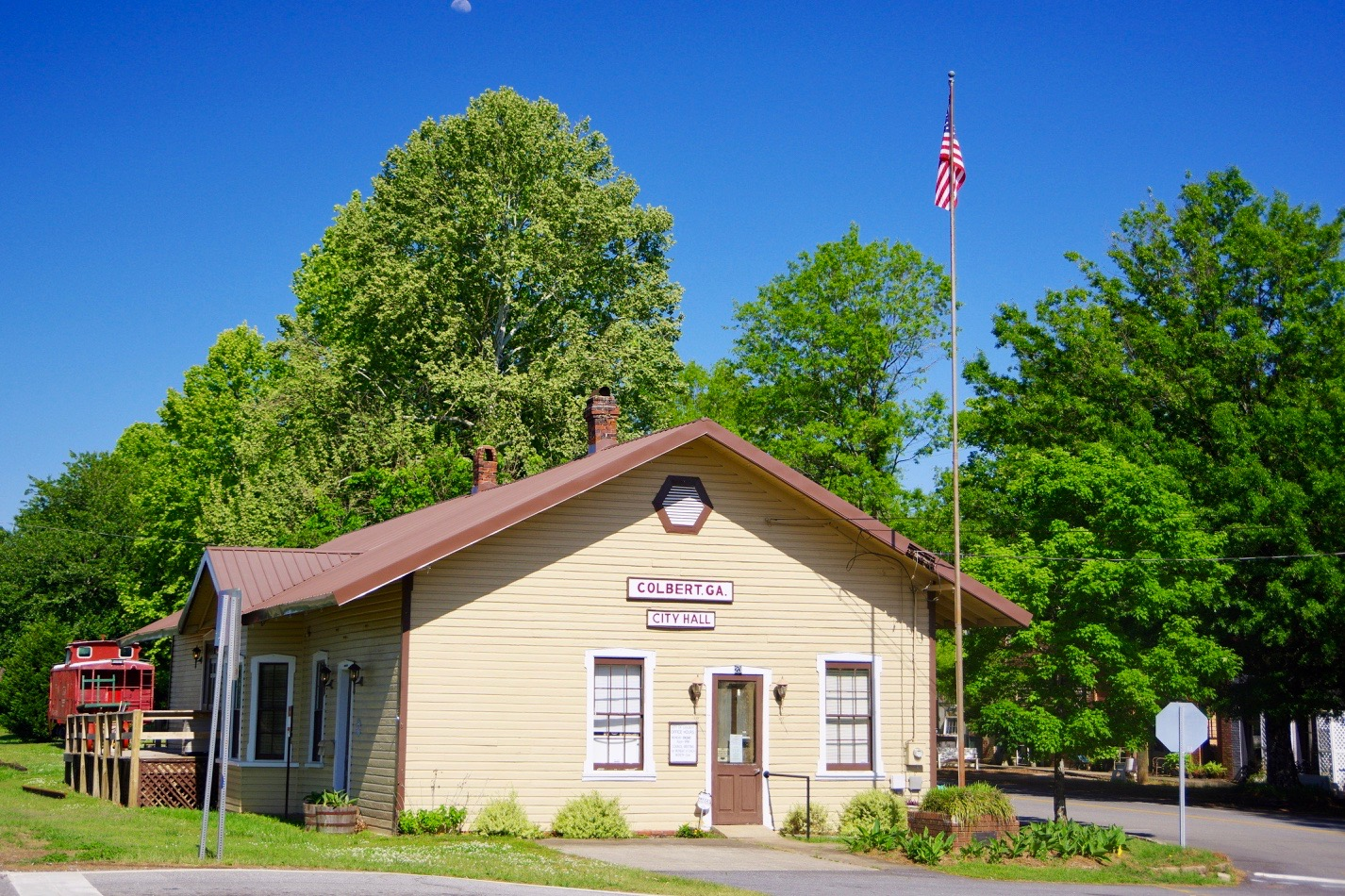
Dépôt Colbert (aujourd'hui hôtel de ville)

## Histoire
L'Assemblée générale de Géorgie incorpore le lieu pour la première fois en 1899 sous le nom de « Town of Five Forks ». La ville officiellement rebaptisée Colbert en 1909 par un nouvel acte législatif. Le nom actuel vient de James Fletcher Colbert, un des premiers colons.

## Géographie
Selon le United States Census Bureau, la ville a une superficie totale de 2,3 km2.

## Démographie
| 1900 | 1910 | 1920 | 1930 | 1940 | 1950 |
| ---- | ---- | ---- | ---- | ---- | ---- |
| 141  | 255  | 428  | 399  | 345  | 407  |

| 1960 | 1970 | 1980 | 1990 | 2000 | 2010 |
| ---- | ---- | ---- | ---- | ---- | ---- |
| 425  | 532  | 498  | 443  | 488  | 592  |